# Вільям Кеммлер
Вільям Кеммлер (9 травня 1860 — 6 серпня 1890) — американський вбивця, став першою людиною, яку стратили на електричному стільці.

## Суд
Кеммлера було засуджено до страти на електричному стільці за вбивство сокирою своєї дружини Тіллі Циґлер (англ. Tillie Ziegler), здійснене 29 травня 1889 року. Адвокати Кеммлера подали апеляцію, на підставі того, що це буде «жорстоке і незвичне покарання», заборонене Конституцією. Мільйонер Джордж Вестінґгаус, один з прихильників змінного струму, найняв для апеляції найкращих адвокатів, але вона все ж була відхилена, почасти через лобі Томаса Едісона, що намагався створенням електричного стільця доказати, що змінний струм набагато небезпечніший постійного, на який Едісон робив ставку.

## Страта
Виконавцем вироку було призначено Едвіна Девіса.
У день страти, 6 серпня 1890 року, Кеммлер прокинувся о 5 ранку. Він швидко одягнувся, надів костюм, краватку і білу сорочку. Після сніданку та молитви, йому поголили тім'я. О 6:38, Кеммлер увійшов до кімнати, в якій його мали стратити. Свідки зазначали, що Кеммлер був спокійним; він не кричав, не плакав, не опирався жодним чином. Він сів на стілець, але його підняв наглядач, щоби зробити у костюмі дірку і приєднати туди другий електрод. Коли все було зроблено, Кеммлер знову сів. Його прив'язали до стільця, лице накрили і поклали металевий «шолом» на поголену голову.
Генератор був зарядженим на 1000 вольт, яких вважалося достатньо, щоби викликати швидку непритомність та зупинку серця. Стілець був ретельно протестований; днем раніше коня успішно вбили подібним чином.
Перша спроба стратити Кеммлера виявилась невдалою: він залишився живим після того, як через нього протягом 17 секунд пропускали електричний струм (згідно з деякими джерелами, лікар, що спостерігав за стратою надто рано наказав вимкнути струм). Тоді напругу підвищили до 2000 вольт, але потрібно було повторно зарядити джерело живлення. Поки це проводилось, тяжко обпалений Кеммлер голосно стогнав. Друга спроба продовжувалась більше хвилини, і очевидці описували її як «моторошну»: приміщення наповнилось запахом підгорілої плоті, від голови Кеммлера йшов дим (деякі свідки твердили, що тіло зайнялося), кровоносні судини під шкірою розривалися і кровоточили.
Загалом, повна страта тривала приблизно 8 хвилин. Один із присутніх на страті репортерів описав її як «жахливий спектакль, набагато страшніший за повішання». Пізніше Вестінґгаус сказав: «краще б вони скористались сокирою».

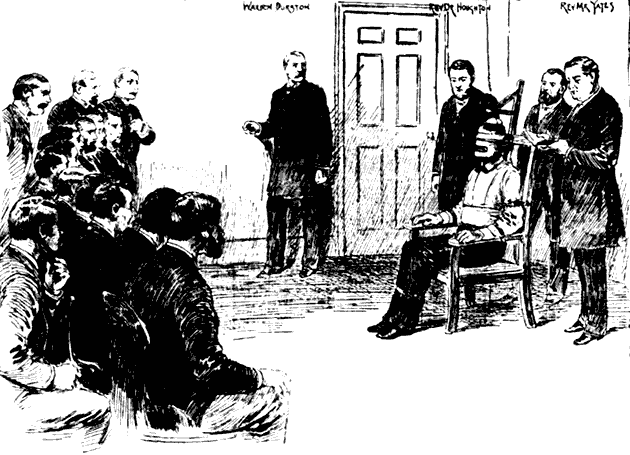
Ескіз страти Вільяма Кеммлера.